# Malléon
Malléon ist eine französische Gemeinde mit 79 Einwohnern (Stand: 1. Januar 2022) im Département Ariège in der Region Okzitanien. Sie gehört zum Arrondissement Foix und ist Mitglied im Gemeindeverband L’Agglo Foix-Varilhes. Die Einwohner werden Malléonois und Malléonoises genannt.

## Geografie

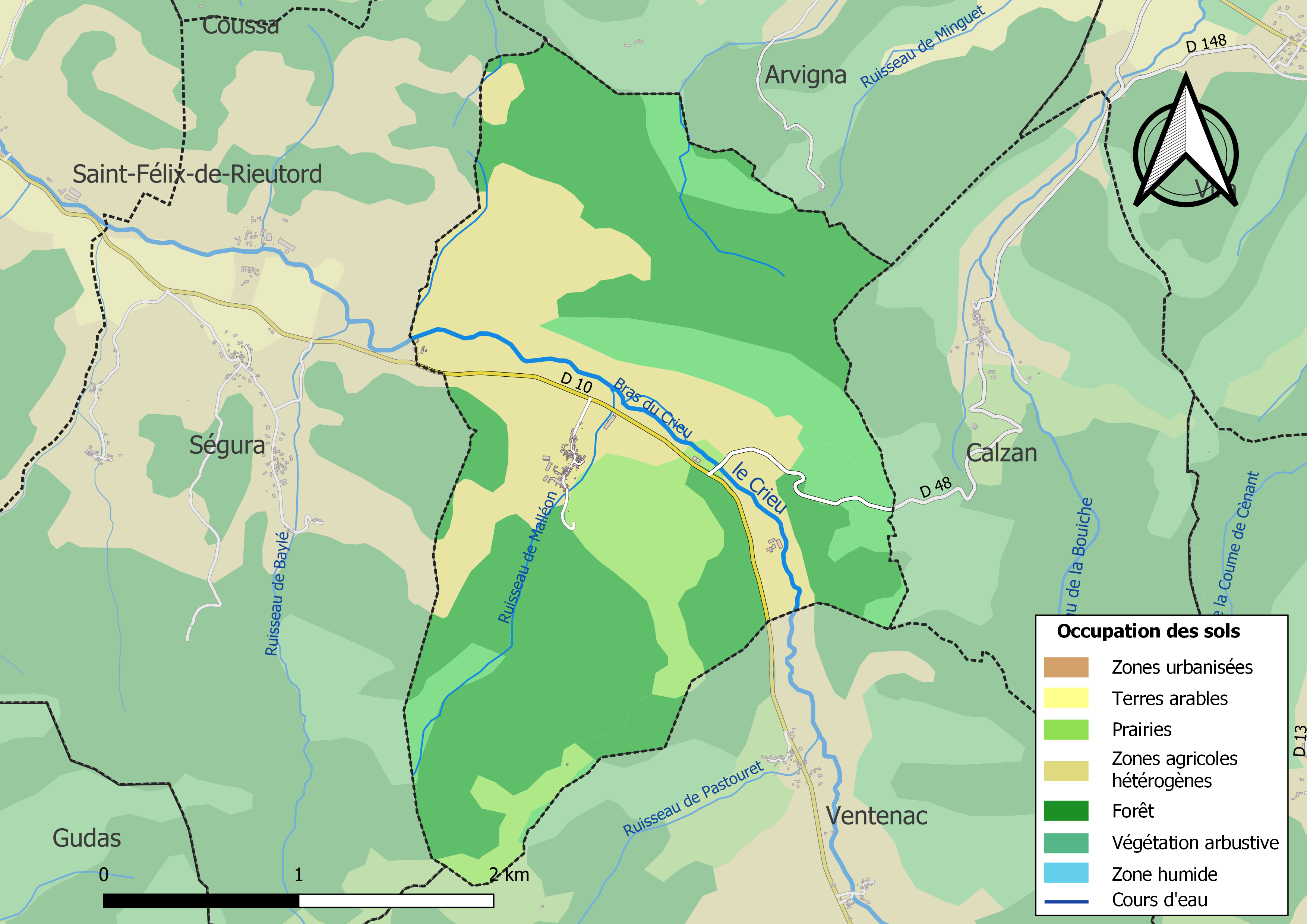
Bodennutzung, Hydrografie und Infrastruktur der Gemeinde

Die Gemeinde ist historisch und kulturell Teil des Pays de Foix und liegt etwa 12 Kilometer nordöstlich von Foix sowie etwa 67 Kilometer südsüdöstlich von Toulouse nördlich des Plantaurel-Massivs beiderseits des Flusses Crieu. Höchster Punkt des Gemeindegebiets ist der Mont Pastoutet (730 m) an der Südspitze. Malléon befindet sich im Einzugsgebiet der Garonne und wird außer vom Crieu u. a. vom zeitweise trockenfallenden Ruisseau de Malléon entwässert, der im Gemeindegebiet entspringt und es in nördlicher Richtung durchquert, bevor er in den Crieu mündet. Das Gemeindegebiet ist Teil von zwei ZNIEFF-Naturgebieten. Fast zwei Drittel der Fläche der Gemeinde sind bewaldet oder naturbelassen, 37,5 % bestehen aus heterogenen landwirtschaftlichen Gebieten oder Grünland.
Umgeben wird Malléon von den Nachbargemeinden Arvigna im Norden, Calzan im Osten, Ventenac im Süden und Ségura im Westen.

## Bevölkerungsentwicklung
| Malléon: Einwohnerzahlen von 1793 bis 2020                                                                                 | Malléon: Einwohnerzahlen von 1793 bis 2020 | Malléon: Einwohnerzahlen von 1793 bis 2020 | Malléon: Einwohnerzahlen von 1793 bis 2020 | Malléon: Einwohnerzahlen von 1793 bis 2020 |
| --- | ------------------------------------------ | ------------------------------------------ | ------------------------------------------ | ------------------------------------------ |
| Jahr |                                            |                                            |                                            | Einwohner                                  |
| 1793 | 1793                                       |                                            | 221                                        | 221                                        |
| 1800 | 1800                                       |                                            | 207                                        | 207                                        |
| 1806 | 1806                                       |                                            | 205                                        | 205                                        |
| 1821 | 1821                                       |                                            | 192                                        | 192                                        |
| 1831 | 1831                                       |                                            | 221                                        | 221                                        |
| 1836 | 1836                                       |                                            | 241                                        | 241                                        |
| 1841 | 1841                                       |                                            | 236                                        | 236                                        |
| 1846 | 1846                                       |                                            | 234                                        | 234                                        |
| 1851 | 1851                                       |                                            | 267                                        | 267                                        |
| 1856 | 1856                                       |                                            | 238                                        | 238                                        |
| 1861 | 1861                                       |                                            | 232                                        | 232                                        |
| 1866 | 1866                                       |                                            | 221                                        | 221                                        |
| 1872 | 1872                                       |                                            | 230                                        | 230                                        |
| 1876 | 1876                                       |                                            | 221                                        | 221                                        |
| 1881 | 1881                                       |                                            | 217                                        | 217                                        |
| 1886 | 1886                                       |                                            | 201                                        | 201                                        |
| 1891 | 1891                                       |                                            | 187                                        | 187                                        |
| 1896 | 1896                                       |                                            | 191                                        | 191                                        |
| 1901 | 1901                                       |                                            | 170                                        | 170                                        |
| 1906 | 1906                                       |                                            | 159                                        | 159                                        |
| 1911 | 1911                                       |                                            | 157                                        | 157                                        |
| 1921 | 1921                                       |                                            | 137                                        | 137                                        |
| 1926 | 1926                                       |                                            | 104                                        | 104                                        |
| 1931 | 1931                                       |                                            | 105                                        | 105                                        |
| 1936 | 1936                                       |                                            | 120                                        | 120                                        |
| 1946 | 1946                                       |                                            | 107                                        | 107                                        |
| 1954 | 1954                                       |                                            | 83                                         | 83                                         |
| 1962 | 1962                                       |                                            | 66                                         | 66                                         |
| 1968 | 1968                                       |                                            | 65                                         | 65                                         |
| 1975 | 1975                                       |                                            | 52                                         | 52                                         |
| 1982 | 1982                                       |                                            | 46                                         | 46                                         |
| 1990 | 1990                                       |                                            | 43                                         | 43                                         |
| 1999 | 1999                                       |                                            | 33                                         | 33                                         |
| 2006 | 2006                                       |                                            | 45                                         | 45                                         |
| 2013 | 2013                                       |                                            | 59                                         | 59                                         |
| 2020 | 2020                                       |                                            | 79                                         | 79                                         |
| Quelle(n): EHESS/Cassini bis 1999, INSEE ab 2006 Anmerkung(en): Ab 1962 offizielle Zahlen ohne Einwohner mit Zweitwohnsitz |                                            |                                            |                                            |                                            |

## Sehenswürdigkeiten
- Kirche Saint-Pierre, ab 1714 errichtet
- Burgruine aus dem 12. Jahrhundert